# Fracture (album)
Fracture is het vijfde muziekalbum van de combinatie ARC, bestaande uit Ian Boddy en Mark Shreeve. Het is uitgebracht op het privéplatenlabel van Boddy: DiN.
Het album bestaat uit elektronische muziek in de trant van Tangerine Dream, maar is veel ritmischer; dat komt door de inbreng van Boddy, die dat tot zijn specialiteit rekent. In de toelichting op het album wordt voor het eerste melding gemaakt van Redshift, de andere band van Shreeve.

## Musici
- Ian Boddy- synthesizers, elektrische piano en software
- Mark Shreeve – analoge sequence-apparatuur en synthesizers met
- Nigel Mullaney – percussieloops (2).

## Muziek
| Nr. | Titel      | Duur  |
| --- | ---------- | ----- |
| 1.  | Fracture   | 6:21  |
| 2.  | Departed   | 8:29  |
| 3.  | Slipstream | 9:58  |
| 4.  | Friction   | 5:54  |
| 5.  | Rapture    | 22:42 |